# Centre médical Cedars-Sinaï
Le centre médical Cedars-Sinai est un hôpital à but non lucratif situé en Californie aux États-Unis. Il est situé à Los Angeles, sur Beverly Boulevard.

## Histoire

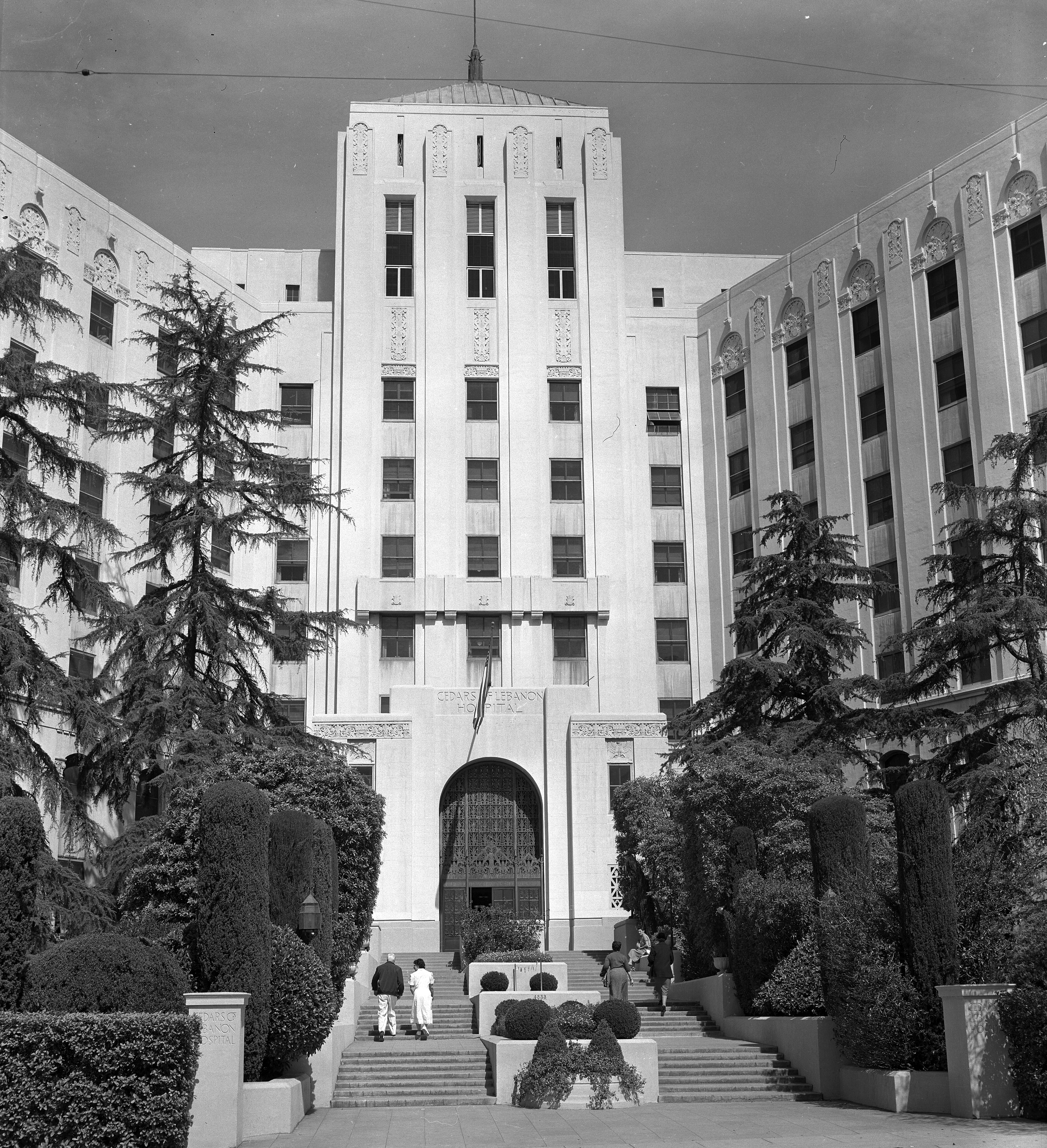
Entrée de l'ancien Cedars of Lebanon Hospital, en 1956.

L’hôpital Cedars-Sinai est un des hôpitaux les plus importants de Californie avec le Ronald Reagan UCLA Medical Center de Los Angeles et le UCSF Medical Center (en) de San Francisco. Il est le plus grand hôpital de Californie avec 12 000 salariés recensés en 2017 et 958 lits décomptés en 2012. 
Son nom vient de la fusion en 1961 des deux centres hospitaliers de Los Angeles : 
- Cedars of Lebanon Hospital (« Hôpital Cèdres du Liban ») fondé en 1902 par l'homme d'affaires Kaspare Cohn sous le nom original de « Kaspare Cohn Hospital »[3]. L'hôpital fut renommé en 1930 « Cèdres du Liban » en référence à ces arbres qui, selon la Bible, furent utilisés pour construire le Temple de Salomon à Jérusalem ;
- Mount Sinai Hospital (« Hôpital Mont Sinaï ») fondé en 1918 lors de la grippe de 1918 par la Bikur Cholim Society et spécialisé dans les maladies incurables. Originellement nommé « The Bikur Cholim Hospice » puis « Bikur Cholim Hospital » en 1921, il devient le Mount Sinai Home for the Incurables en 1923.

## Classement
En tant qu'hôpital, il est classé en 2019 par le magazine U.S. News & World Report :
- au second rang de la ville de Los Angeles
- au troisième rang pour la Californie
- au 12e rang pour l'ensemble des États-Unis[5].

## Patients célèbres
Le centre médical Cedars-Sinai est connu pour avoir accueilli et pour accueillir de nombreuses personnalités,, : 
- Michael Jackson pour traiter son vitiligo de 1984 à 2009[9], et ses brûlures au deuxième degré du cuir chevelu à la suite de son accident en 1984 lors d'une pub pour Pepsi[10]. Son épouse Debbie Rowe y a également séjourné (maternité).
- Johnny Hallyday y fut hospitalisé du 7 au 21 décembre 2009, et en avril 2017[11].
- Patrick Swayze pour traiter son cancer du pancréas de mars 2008 au début de l'été 2009[12] sous le pseudonyme de Ramon Bizarro (nom de son Ranch à Sylmar, Los Angeles).
- Nicole Richie y a été hospitalisée du 18 au 20 novembre 2009 pour soigner une pneumonie[13].
- The Notorious B.I.G. y a été hospitalisé et y est décédé en 1997[14].
- Eazy-E a été hospitalisé pour ce qu'il pensait être une bronchite, mais a été déclaré séropositif. Il décède en mars 1995[15].
- Dave Gahan y a été hospitalisé après une tentative de suicide par surdose de drogue en 1997[16].
- Gwen Stefani (maternité)[17]
- Christina Aguilera (maternité)[18]
- Kourtney Kardashian (maternité)[19]
- Jessica Alba (maternité)[20]
- Jessica Simpson (maternité)[21]
- Julia Roberts (maternité)[22]
- Olivia Newton-John (maternité)[23]
- Nathalie Delon (maternité)[24]
- Marilyn Monroe[25]
- Elvis Presley
- Liza Minnelli
- Vincente Minnelli, réalisateur de cinéma y décède le 25 juillet 1986[26]
- Madonna (hernie)[8],[10]
- Leonardo DiCaprio (chirurgie du genou)[10]
- Brad Pitt (traitement pour une méningite)[27]
- Elizabeth Taylor (traitement d'une tumeur au cerveau)[10]
- Steven Spielberg (opération du rein)[6]
- Zac Efron (appendicectomie)[28]
- Penélope Cruz (maternité)[29]
- Beyoncé (maternité)[8]
- Victoria Beckham (maternité)[30]
- Lil Wayne[31]
- Kim Kardashian (maternité)[8]
- Mila Kunis (maternité)[32]
- Kylie Jenner (maternité)[33]
- Chiara Ferragni (maternité)[34]
- Elizabeth Montgomery (traitement de son cancer colorectal, mais elle préfère rentrer chez elle pour y mourir en paix entourée des siens)[35].
- Cathryn Damon, actrice américaine, y est décédée le 4 mai 1987[36].
- Lucille Ball, actrice américaine, y est décédée le 26 avril 1989[37],[38].
- Mel Blanc, acteur américain, y est décédé le 10 juillet 1989[39].
- River Phoenix, acteur américain, y décède le 31 octobre 1993[40].
- Frank Sinatra, chanteur, acteur et producteur de musique américain, y  décède le 14 mai 1998[41].
- Barry White, chanteur, compositeur et producteur américain, y décède le 4 juillet 2003[42].
- Helmut Newton, photographe, y décède le 23 janvier 2004[43].
- Bernie Hamilton y décède le 30 décembre 2008.
- Wayne Tippit y décède le 28 août 2009[44].
- Brittany Murphy y décède le 20 décembre 2009[45].
- Ernest Borgnine y décède le 8 juillet 2012[46].
- Florence Henderson y décède le 24 novembre 2016[47]
- Harry Dean Stanton, acteur américain, y décède le 15 septembre 2017[48].
- Stan Lee y décède le 12 novembre 2018[49].
- Demi Lovato pour une overdose[50]
- Pop Smoke y décède le 19 février 2020 des suites d'une blessure par balle.
- Nick Cordero y est hospitalisé alors qu'il est atteint de la Covid-19 et y décède le 5 juillet 2020[51].
- Larry King y est hospitalisé fin décembre 2020 alors qu'il est atteint de la Covid-19.

## Dans la culture populaire
- L'hôpital apparaît dans le jeu vidéo Grand Theft Auto V sous le nom de centre médical Mount Zonah.

- Dans le film Volcano avec Tommy Lee Jones, l'hôpital reçoit tous les cas de blessés lors de l'éruption volcanique.